# Chemin de fer de Gand à Terneuzen

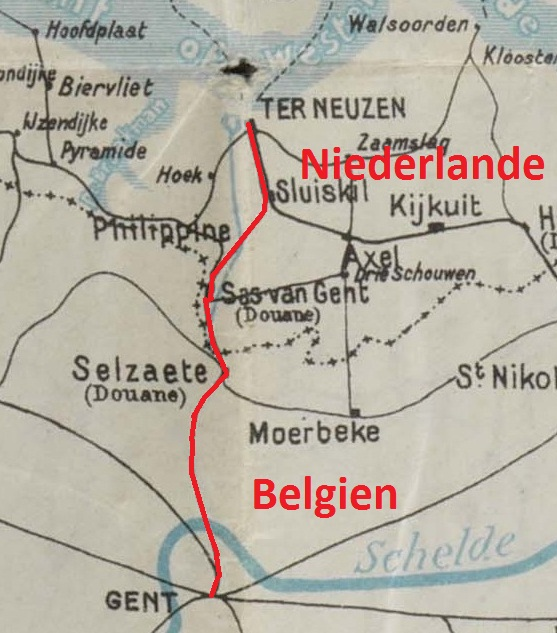
Hauptstrecke der GT

Die Chemin de fer de Gand à Terneuzen (GT) war eine belgische Eisenbahngesellschaft, deren Bahnstrecke zum Teil in Belgien (26,5 km) und zum Teil in den Niederlanden (14,5 km) lag. Die Strecke wurde am 1. April 1869 eröffnet und verband das niederländische Terneuzen mit Gent (Französisch: Gand) in Belgien.

## Geschichte
Am 26. April 1864 erhielt Isidore Dechamp aus Gent vom König der Belgier Leopold I. eine Konzession zum Bau einer Eisenbahnlinie in der Normalspurweite von Gent über Zelzate an die Grenze zu den Niederlanden in Richtung Terneuzen. Der niederländische Teil der Strecke weiter über Sas van Gent und Sluiskil wurde bereits am 19. April 1864 durch Erlass des niederländischen Innenministers genehmigt.
Dechamp schloss am 21. Juni 1864 mit dem belgischen Investor Simon Philippart einen Vertrag, in dem Bau und Betrieb der Chemin de fer de Gand à Terneuzen der Société Anonyme d’Exploitation des Chemins de fer (SE) übertragen wurde. Diese Gesellschaft wurde am 3. Oktober 1864 von Philippart gegründet, dem später noch weitere kleinere Eisenbahnstrecken in Belgien, sowie die Chemins de fer du Nord-Est in Frankreich und die Chemins de fer Prince Henri in Luxemburg gehörten. Die Société Anonyme du Chemin de Fer de Gand à Terneuzen wurde im April 1865 als Tochtergesellschaft der SE gegründet.
Die Teilstrecke von Gent nach Zelzate wurde am 1. Januar 1866 eröffnet. Die gesamte Strecke bis Terneuzen wurden am 1. April 1869 dem Betrieb übergeben worden. Lediglich 4,2 km waren zweigleisig ausgebaut, der Rest war eingleisig. Die Bahnstrecke, auch der Teil in den Niederlanden, wurden nach belgischen Richtlinien gebaut. Dies spiegelte sich in den Bahnhofsgebäuden, den Signalen und sogar der Uniform des Personals wider. Der Betrieb einer Eisenbahnstrecke durch eine ausländische private Gesellschaft war in den Niederlanden kein Problem, da die Strecke nicht mit dem übrigen niederländischen Eisenbahnnetz verbunden war.
Nach dem Bankrott von Philippart und seinem Konsortium wurde die GT ab 1878 eine unabhängige Eisenbahngesellschaft. Am 25. Februar 1930 stellte die GT schließlich den Betrieb ein. Die Belgischen Staatsbahnen (SNCB) übernahmen den Betrieb der Teilstrecke in Belgien und der niederländische Teil wurde von der Chemin de fer International de Malines à Terneuzen übernommen. Bei der SNCB wurde daraus die Linie 55.

## Fahrzeuge

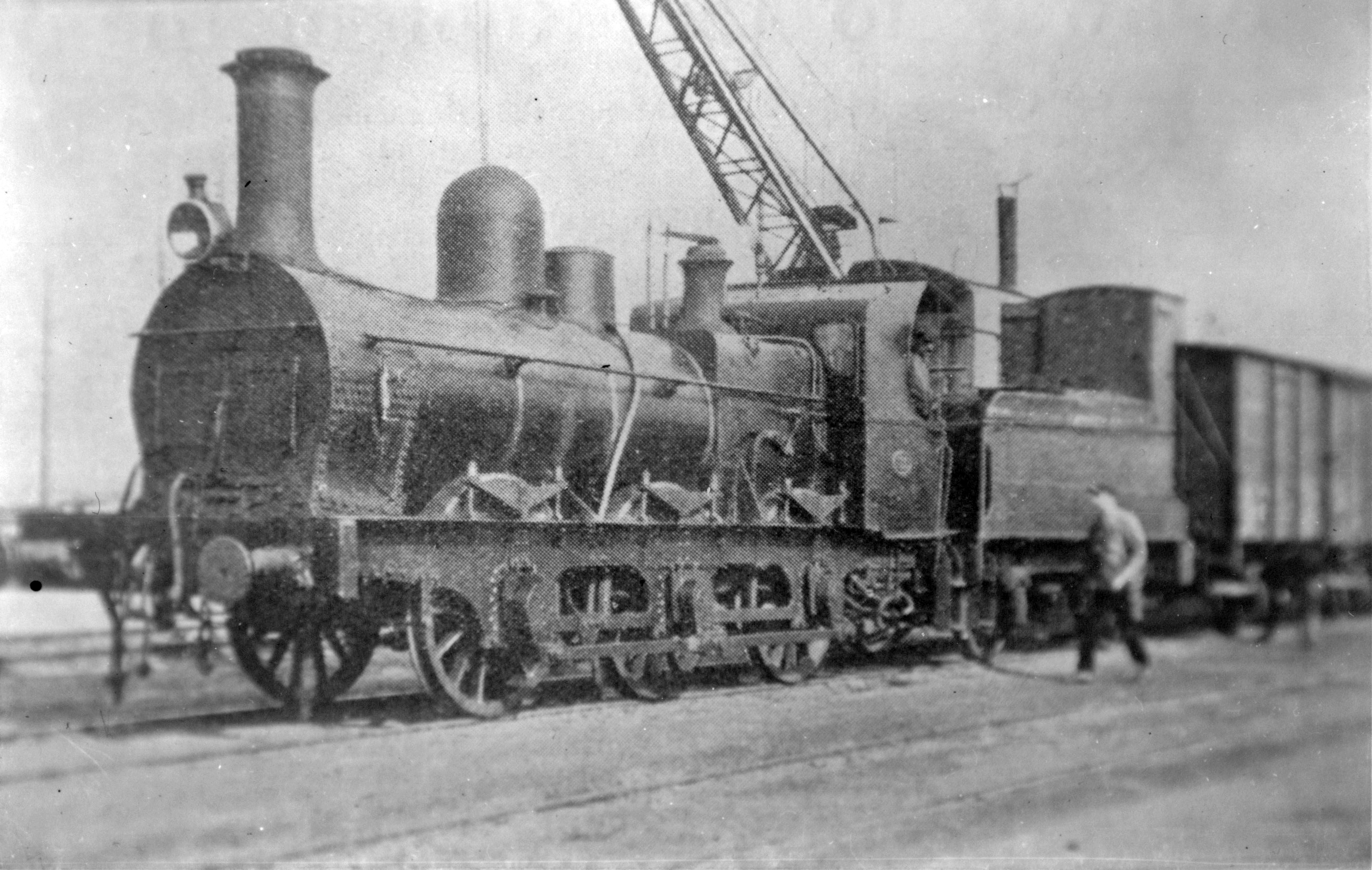
Lokomotive Nr. 11

Die Gesellschaft kaufte während ihrer Existenz fast alle Lokomotiven aus zweiter Hand, sowohl von den Belgischen Staatsbahnen, als auch von der niederländischen Gesellschaft zum Betrieb von Staatseisenbahnen. Am 1. Januar 1882 besaß die GT 5 Dampflokomotiven, 13 Personenwagen, 5 Gepäckwagen und 137 Güterwagen.
Güterwagen waren dunkelgrau gestrichen und trugen eine weiße Beschriftung. Als Eigentumsmerkmal bekamen sie die Aufschrift „Gand à Terneuzen“ auf den Seitenwänden und „G.T.“ auf den Langträgern. Irgendwann nach 1900 wurden einige Güterwagen auch bronzebraun gestrichen.
Bis 1914 stieg der Bestand an Güterwagen auf 354. 1930 wurden 281 Güterwagen von den Belgischen Staatsbahnen übernommen. Die Lokomotiven wurden nach der Übernahme durch die Belgischen Staatsbahnen verschrottet, nur vier gut erhaltene und funktionierende Maschinen der Baureihe 30, welche die GT selbst 1920 von den Staatsbahnen gekauft hatte, wurden an die Chemin de fer International de Malines à Terneuzen weiterverkauft.